# 阿南市立新野西小学校
阿南市立新野西小学校（あなんしりつ あらたのにししょうがっこう）は、かつて徳島県阿南市新野町友常にあった公立小学校。
2009年（平成21年）3月31日に休校となった。

## 基礎データ
全校生徒数
- 約190人（昭和初期）[1]
- 約90人（昭和39年）[1]

最寄駅
- JR牟岐線新野駅

## 概要
学校所在地の新野町友常地区は桑野川の上流に位置し、殆どの地域が谷間に点在する準山間村落である。
同校では徳島県指定の天然記念物「桑野川のオヤニラミ」を3匹飼育していた。このオヤニラミは環境省から絶滅危惧種に指定されており、全校児童が飼育に取り組んでいたのも有名であった。
卒業生は阿南市立新野小学校、阿南市立新野東小学校の出身者と共に阿南市立新野中学校へ進学していた。

## 沿革
- 1875年 - 創設。
- 2009年3月31日 - 生徒数減少のため休校となる。